# 585-та фольксгренадерська дивізія (Третій Рейх)
585-та фольксгренадерська дивізія (Третій Рейх), також 585-та фольксгренадерська дивізія «Нідергерсдорф» (нім. 585. Volks-Grenadier-Division "Niedergörsdorf") — піхотна дивізія народного ополчення (фольксгренадери), що входила до складу вермахту на завершальному етапі Другої світової війни. Дивізія сформована у вересні 1944 року шляхом переформування «тіньової» піхотної дивізії «Нідергерсдорф», а вже 13 жовтня її підрозділи передали до складу 167-ї фольксгренадерської дивізії.

## Історія
585-та фольксгренадерська дивізія була створена 2 вересня 1944 року на території навчального центру Доллершейм у Нижній Австрії на основі формувань «тіньової» піхотної дивізії «Нідергерсдорф» (нім. Infanterie-Division Niedergörsdorf) під час проведення 32-ї хвилі мобілізації німецького вермахту. 13 жовтня командування Резервної армії вермахту віддало наказ на передачу підрозділів 585-ї фольксгренадерської дивізії до складу 167-ї фольксгренадерської дивізії.

## Райони бойових дій
- Австрія (вересень — жовтень 1944).

## Бойовий склад 585-ї фольксгренадерської дивізії
- 1-й гренадерський полк «Нідергерсдорф»
- 2-й гренадерський полк «Нідергерсдорф»
- 3-й гренадерський полк «Нідергерсдорф»
- артилерійський полк «Нідергерсдорф»
- частини та підрозділи дивізійного підпорядкування